# スターリング・レコード (スウェーデン)
スターリング・レコード（Sterling Records）は、ロマン派音楽の作曲家によるオーケストラ作品の世界初録音を専門的にリリースしている、クラシック音楽のレコードレーベル。
このレーベルは、ストックホルムでレコード店を営んでいたボ・ヒュトナー（Bo Hyttner）が、1980年にレコード店の事業の延長として設立したものである。以来、90点以上のCDを発売してきたが、その大部分はこれまで録音が手に入らなかった作品を含むものになっている。スターリングは、スウェーデンやドイツなど、国別のロマン派音楽のシリーズなどを中心にカタログを構成している。
当初からの、ロマン派音楽の初録音という路線のほか、スウェーデン人演奏家の録音や、スウェーデンのラジオ放送のために残された歴史的録音のリリースにも取り組んでいる。
これまでに、このレーベルで取り上げられた作曲家には、スウェーデンのエルフリーダ・アンドレー、ハンス・フーバー、ヴィルヘルム・ステーンハンマル、エルンスト・ミエルク、グスタフ・ベングトソン、クット・アッテルベリ、ドイツのハインリヒ・シュルツ＝ボイテン（Heinrich Schulz-Beuthen）、パウル・ビュットナー、リヒャルト・ヴェッツ（Richard Wetz）、フランスのテオドール・グヴィ、イギリスのフレデリック・クリフ、スイスのピエール・モーリス（Pierre Maurice）などが含まれている。